# Mati (Albania)
Mati – jeden z wpływowych sunnickich klanów północnej Albanii (gegijski). Z klanu Mati wywodził się prezydent i król Albanii Ahmed Zogu oraz albańsko-turecki generał Rexhep Pasha Mati.